# Éric Boullier
Éric René Boullier (Laval, Francia, 9 de noviembre de 1973) es un ingeniero y director de carreras de automovilismo francés. Durante las temporadas de 2010 a 2013, fue el jefe de equipo de Renault F1 y director de carreras y jefe de equipo de McLaren de Fórmula 1 entre 2014 y 2018.

## Carrera
Eric Boullier se graduó en el Institut polytechnique des sciences avancées en 1999.
En 2002, Boullier se incorporó al equipo español de GP2 Racing Engineering, donde fue ingeniero jefe. Un año después, pasó a ser director técnico del equipo DAMS, que participaba en varias categorías, como la A1GP. Además, a finales de 2008, también fue nombrado el máximo responsable de Gravity Sport Management, donde se encargaba de tutelar la carrera de jóvenes pilotos como Ho-Pin Tung o Jérôme d'Ambrosio.
Fue vicepresidente de la Formula One Teams Association (FOTA) hasta su disolución.
A finales de 2009, la mayoría del accionarado de la escudería Renault fue adquirida por Genii Capital, quien a su vez era también propietaria de Gravity Sport Management. En 2010, Boullier fue nombrado como el nuevo director deportivo del equipo.
Bajo la dirección de Boullier, el equipo Renault (a la sazón llamado Lotus) consiguió terminar en la 5.ª posición del campeonato de constructores en 2010 y 2011, mejorando al 4.º lugar en 2012 y 2013.
Boullier abandonó el equipo francés en enero de 2014, para incorporarse a McLaren el mes siguiente como nuevo director deportivo. Sin embargo, no pudo repetir los éxitos de su etapa en Lotus, ya que los resultados de la escudería británica fueron muy discretos, especialmente a partir de 2015. Finalmente, Boullier dimitió de su cargo tras 4 años y medio, en julio de 2018.